# Apolinario Saravia (Salta)
Apolinario Saravia é uma cidade da Argentina, localizada na província de Salta.